# علامة السدادية
علامة السدادية أو ااختبار السدادية لكوب هي مؤشر على تهيج العضلة السدادية الغائرة.
يتم تنفيذ تقنية الكشف عن علامة السدادية -والتي تسمى اختبار السدادية- على كل ساق على التوالي. يستلقي المريض على ظهره مع ثني الورك والركبة عند تسعين درجة. يقوم الفاحص بإمساك كاحل المريض بإحدى يديه وركبته باليد الأخرى. يقوم الفاحص بتدوير الورك داخليًا عن طريق تحريك كاحل المريض بعيدًا عن جسم المريض مع السماح للركبة بالتحرك إلى الداخل فقط. هذا هو الثني والدوران الداخلي للورك.
في السياق السريري، يتم إجراؤه عند الاشتباه في التهاب الزائدة الدودية الحاد. في هذه الحالة تلتهب الزائدة الدودية وتتضخم. قد تتلامس الزائدة الدودية جسديًا مع العضلة السدادة الداخلية، والتي سيتم شدها عند إجراء هذه المناورة على الساق اليمنى. هذا يسبب الألم وهو دليل على التهاب الزائدة الدودية.
تشبه مبادئ علامة السد في تشخيص التهاب الزائدة الدودية تلك الموجودة في علامة القطنية. يقع التذييل بشكل شائع في منطقة رجعية أو منطقة الحوض. تشير علامة السد إلى وجود ملحق حوضي ملتهب.
تشير الدلائل إلى أن اختبار السد لا يشخص التهاب الزائدة الدودية بشكل كافٍ، ولكن يمكن استخدامه جنبًا إلى جنب مع العلامات والأعراض الأخرى لإجراء التشخيص.
قدم الاختبار الجراح الإنجليزي زاكاري كوب (1881–1974).